# 磯部浅一
磯部 浅一（いそべ あさいち、1905年（明治38年）4月1日 - 1937年（昭和12年）8月19日）は、日本の陸軍軍人、皇道派青年将校。
陸軍幼年学校、陸軍士官学校（38期）を経て陸軍歩兵将校となるが、中尉の時に経理部に転科した。陸軍一等主計の時に、陸軍士官学校事件により停職、「粛軍に関する意見書」配布により免官となった。二・二六事件において決起将校らと行動を共にし、軍法会議で死刑判決を受けて刑死した。

## 生涯

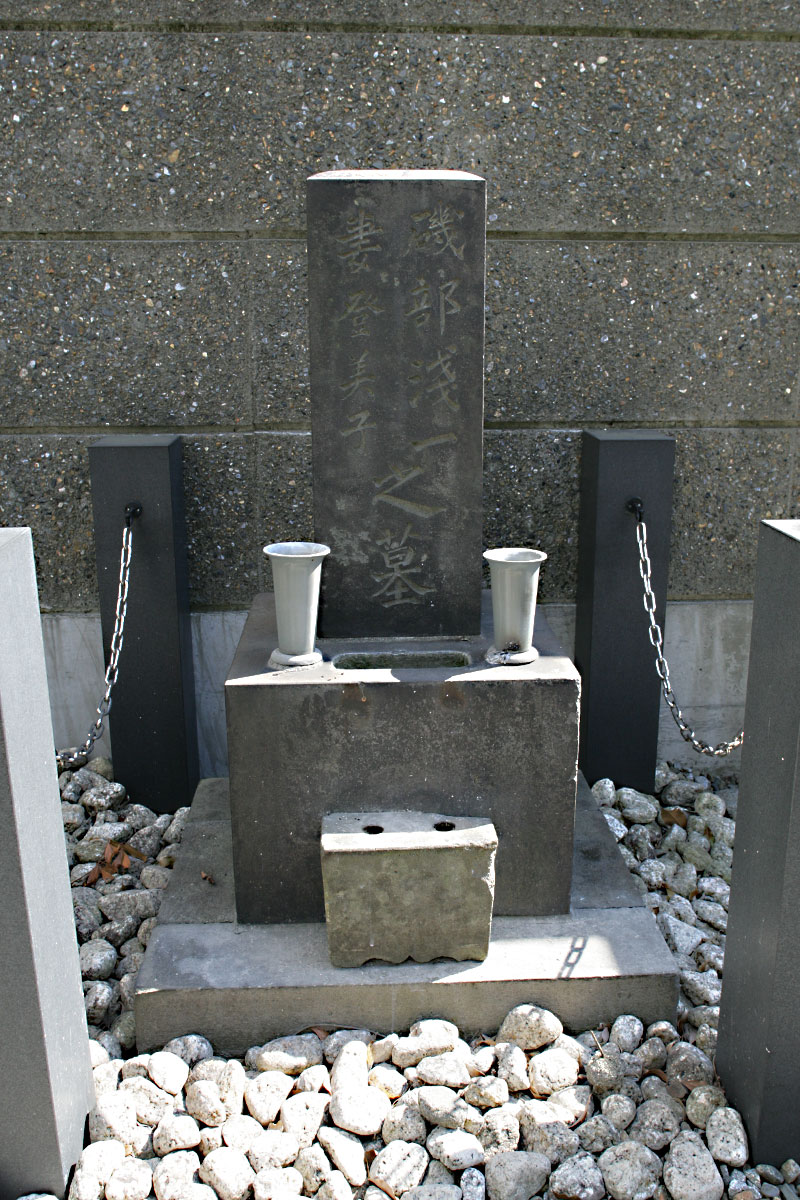
荒川区南千住回向院にある磯部浅一の墓

1905年（明治38年）4月1日、山口県大津郡菱海村（現長門市）河原に農業兼左官磯部仁三郎の三男として生まれる。
高等小学校、広島陸軍幼年学校、陸軍士官学校予科を経て、1926年（大正15年）7月に陸軍士官学校（38期）を卒業する。
同年10月陸軍歩兵少尉に任官し、歩兵第80連隊附を命ぜられた。
1929年（昭和4年）10月に陸軍歩兵中尉に進級。1932年（昭和7年）6月、経理部への転科を志願し陸軍経理学校に入校する。
1933年（昭和8年）5月に経理学校を卒業、主計に転科し陸軍二等主計（中尉相当）に任官した。
同年6月に近衛歩兵第4連隊附を命ぜられ、1934年（昭和9年）8月陸軍一等主計（大尉相当）進級と共に、野砲兵第1連隊附に移った。
早くから北一輝の下に出入りし、皇道派青年将校グループの中心人物として知られていた。
1934年に発生した陸軍士官学校事件において村中孝次らとともに反乱を企てた容疑で逮捕された。
翌年3月停職、4月に釈放された。その後「粛軍に関する意見書」を執筆・配布し、8月に免官となった。これにより正七位返上を命じられ、大礼記念章（昭和）を褫奪された。
その後、村中と同居して反乱計画に熱中した。相沢事件以降は憲兵・警視庁警官が二人の周囲を警戒・監視している。村中が相沢事件の裁判闘争を重視する「理論派」であったのに対して磯部は「行動派」であった。
1936年（昭和11年）の二・二六事件では、栗原安秀らとともに計画・指揮に当たった。首相官邸において銃声を聞き行動が開始されたことを知った瞬間について、「とに角云ふに云へぬ程面白い　一度やつて見るといい。余はも一度やりたい　あの快感は恐らく人生至上のものであらふ」と回想している。
陸相官邸玄関において、統制派の片倉衷を見かけこれに拳銃を一発発射し、拳銃を足元に落として軍刀を抜いたがその場にいた真崎甚三郎になだめられた。左こめかみを負傷した片倉は陸相専用車で病院へと運ばれ処置を受けた。事件後の新聞で、片倉に「馬鹿!」と怒鳴られて気圧され拳銃を落としたのだと報道されたのを見て「腰をぬかしたのは断じて余に非ず、余の腰はピンと張っていた」、「なぜピストルを棄てたとか　なぜ軍刀を抜いたとか問われても　理由は全くわからん」と述べている。
斎藤瀏は、陸相官邸において激昂する将校がおり、「片倉も生きていると云う事だ、俺一人でも行って殺してやる、状況によっては軍人会館偕行社をも襲撃する予定だとわめいて居る」者がいたと述べており、これは磯部のことであると思われる。
反乱が失敗に終わったことが明らかとなり、青年将校たちが自刃するか投降するか決め兼ねている中で、磯部は「余はどうしても死ぬ気が起こらなかつた、自決どころではない　山王ホテルから逃走して支那へ渡ろふと思つて　柴大尉に逃げさせてくれとたのんだ位ひであつた、どこ迄も生きのびて仇うちをせねば気がすまなかつたのだ」と回想している。
事件後の東京陸軍軍法会議では7月5日の第一次判決において死刑を宣告された。
磯部と村中の二名については北一輝、西田税の裁判の都合上、7月12日に処刑された他の死刑囚とは分離された。

翌1937年（昭和12年）8月19日に北、西田、村中とともに銃殺刑に処された。辞世の句を遺しており、
である。満32歳没。

## 手記
獄中において「行動記」「獄中日記」「獄中手記」等を記した。
死刑が執行される前の1937年（昭和12年）1月頃には、市中に磯部の「獄中手記」と称する文書が出回り、同年中に文書を出版、頒布した右翼らが特別高等警察に多数逮捕されている。この文書の真偽については明らかではないが、
戦後、『文芸』1967年3月号において発表されたものが広く知られている。これは磯部の刑死後に、東京陸軍衛戍刑務所看守の平石光久が密かに持ち出して保管していたもので、「行動記」には相沢事件以後の回想が描かれ、「獄中日記」は共犯13名の処刑直後の11年7月31日から、8月31日までの記録が記されている。
磯部はその手記において、昭和維新の正当性と、自らを理解しない世間・軍部首脳・天皇に対する罵詈雑言を書き連ねている。自身を「日本第一の忠義者」であると誇り「今の日本人は性根がくさりきっていますから、真実の忠義がわからない」「つくづくと日本という大馬鹿な国がいやになる」と批判している。
渡辺錠太郎教育総監が殺害目標に選ばれたことについて「渡辺は同志将校を断圧（弾圧）したばかりでなく　三長官の一人として　吾人の行動に反対して断圧しそうな人物の筆頭だ、天皇機関説の軍部に於ける本尊だ」と獄中で『行動記』に記している。特に『獄中日記』には昭和天皇に対する叱責すら含まれている。
一、天皇陛下　陛下の側近は国民を圧する奸漢で一杯でありますゾ、御気付キ遊バサヌデハ日本が大変になりますゾ、今に今に大変なことになりますゾ

ニ、明治陛下も皇大神宮様も何をしておられるのでありますか、天皇陛下をなぜ御助けなさらぬのですか

三、日本の神神はどれもこれも皆ねむっておられるのですか、この日本の大事をよそにしているほどのなまけものなら日本の神様ではない、磯部菱海はソンナ下らぬナマケ神とは縁を切る、そんな下らぬ神ならば日本の天地から追いはらってしまうのだ、よくよく菱海の云うことを胸にきぎんでおくがいい、今にみろ、今にみろッ—磯部浅一、八月六日
さらに「日本もロシアの様になりましたね」と昭和天皇が側近に語ったとの新聞記事を読んで磯部は激怒し次のように記した。
今の私は怒髪天をつくの怒りにもえています、私は今は　陛下をお叱り申上げるところに迄　精神が高まりました、だから毎日朝から晩迄　陛下をお叱り申しております、天皇陛下　何と云ふ御失政でありますか　何と云ふザマです、皇祖皇宗に御あやまりなされませ、—磯部浅一、八月廿八日
遺書は現在に至るまで見つかっていないが、2011年に看守に託した「正気」と書いた書が発見・公開されている。
磯部、北らによると、日本は明治維新革命以来「天皇の独裁国家ではなく」「重臣の独裁国家でもなく」「天皇を中心とした近代的民主国」であったのだが、「今の日本は重臣と財閥の独裁国家」としている。そしてその大義を理解しなかった昭和天皇を獄中から「御叱り申して」いたと述べている。
磯部・村中・北・西田は、銃殺時に「天皇陛下万歳」は唱えなかった。

## 評価
三島由紀夫は磯部の「獄中日記」を高く評価し、磯部手記が掲載された『文藝』1967年3月号に『「道義的革命」の論理――磯部一等主計の遺書について』を寄せている。三島の晩年の作『英霊の声』は磯部手記からの抜粋が含まれている。一方で、殺害された齋藤実の縁戚であった有馬頼義は、被害者のことを考えたことがあるのかと三島を批判している。

## 登場する作品
- 叛乱（1954年） - 演：山形勲
- 重臣と青年将校 陸海軍流血史（1958年） - 演：御木本伸介
- 銃殺（1964年） - 演：佐藤慶（役名は磯野浅二）
- 宴（1967年） - 演：田村高廣
- 日本暗殺秘録（1969年） - 演：鶴田浩二
- 226（1989年） - 演：竹中直人